# ينس فان سون
ينس فان سون (بالهولندية: Jens van Son)‏ (19 أغسطس 1987 بفالكنسفارد في هولندا - ) هو لاعب كرة قدم هولندي في مركز الوسط. لعب مع إف سي آيندهوفن ورودا ياي سي وسبارتا روتردام وفورتونا سيتارد.

## وصلات خارجية
- ينس فان سون على موقع قاعدة بيانات كرة القدم.إي يو (الإنجليزية)
- ينس فان سون على موقع Soccerway.com (الإنجليزية)
- ينس فان سون على موقع عالم كرة القدم.نت (الإنجليزية)